# Маша и Медведь: Парк чудес
«Маша и Медведь: Парк чудес» — третий короткометражный мультфильм по мультсериалу «Маша и Медведь», премьера которого состоялась 5 декабря 2024 года в кинотеатрах.

## Сюжет
Удивительные приключения начинаются! Маша, Даша и Медведь отправляются в новое увлекательное приключение — «Парк Чудес», где их ждет день, полный захватывающих аттракционов и удивительных встреч. Даша нацелена на победу, стремясь пройти все квесты парка, чтобы попасть на шоу, Маша ищет максимум веселья, а Мишка надеется испытать свой «умный» фотоаппарат. Но планы героев нарушает череда неожиданных событий, которые только добавляют ярких впечатлений. В парке Маша заводит дружбу с семьёй клоунов и помогает одному из них поверить в себя и воплотить свою давнюю мечту, доказав, что доброе сердце и поддержка могут творить чудеса.

## Роли озвучивали
- Юлия Зуникова — Маша
- Валерия Шевченко — Даша
- Борис Кутневич — Медведь
- Тимофей Смирнов — Малыш
- Денис Некрасов — Папа Клоун, Заяц
- Даниил Эльдаров — Диджей, Дракула, 1-й Работник, 2-й Работник
- Юлия Яблонская — Дама с крыльями
- Оксана Гукасян — Диспетчер

## Съёмочная группа
- Режиссеры: Василий Бедошвили, Василий Волков, Елена Чернова, Джалиль Ризванов, Екатерина Грошева
- Сценаристы: Мария Большакова, Дмитрий Гординский, Джалиль Ризванов, Роман Трамвай, Мария Конева
- Продюсер: Елена Щичкина
- Композиторы: Сергей Чекрыжов, Василий Богатырев, Алексей Смирнов, Евгений Турута

## Показ
Премьера в кинотеатрах состоялась 5 декабря 2024 года, в первый уикенд с 5 по 8 декабря мультфильм стартовал на 3-й строчке проката с 138 398 зрителями и кассовыми сборами в 44 млн рублей - это лучший результат среди всех частей серии «Маша и Медведь», выходивших в кинотеатральный прокат.